# Esteban Carvajal
Esteban Andrés Carvajal Tapia (Catemu, 17 novembre 1988) è un calciatore cileno, centrocampista della Ñublense.